# Boulazac
Boulazac korábbi község Franciaországban, Dordogne megyében. Lakosainak száma 7170 fő (2018. január 1.). Boulazac Périgueux, Trélissac, Bassillac, Saint-Laurent-sur-Manoire, Atur és Notre-Dame-de-Sanilhac községekkel határos.
2016. január 1-jén Atur és Saint-Laurent-sur-Manoire korábbi községgel egyesült és az így létrejött Boulazac Isle Manoire új község része lett.

## Népesség
A település népességének változása:
| Lakosok száma | 2839 | 3109 | 4557 | 5996 | 6050 | 6601 | 6851 | 10 841 | 7103 | 7170 |
|               | 1962 | 1968 | 1975 | 1990 | 1999 | 2008 | 2013 | 2016   | 2017 | 2018 |